# Godzilla Minus One
Godzilla Minus One (Japans: ゴジラ-1.0; Gojira Mainasu Wan) is een Japanse kaijufilm uit 2023, geregisseerd door Takashi Yamazaki en vormt het zevenendertigste deel van de Godzilla-franchise.

## Verhaal
Na de oorlog bevindt Japan zich op het dieptepunt wanneer er een nieuwe crisis opduikt in de vorm van een reusachtig monster, gedoopt in de angstaanjagende kracht van de atoombom.

## Productie
De film speelt zich af in het naoorlogse Japan en werpt licht op de opkomst van Godzilla. Het script, dat gedurende drie jaar is geschreven, vermengt klassieke Godzilla-invloeden met moderne elementen, geïnspireerd door films als Jaws en het werk van Hayao Miyazaki. 

## Release en ontvangst
Godzilla Minus One ging op 18 oktober 2023 in première in de Shinjuku Toho Building in Tokio. De film had einde december 2023 wereldwijd meer dan $87 miljoen opgebracht, waarmee hij de meest succesvolle Japanse Godzilla-film ooit is. De film kreeg overwegend positieve kritieken van de filmcritici, met een score van 98% op Rotten Tomatoes, gebaseerd op 161 beoordelingen.

## Prijzen en nominaties
De belangrijkste:
| Jaar | Prijs                 | Categorie                    | Genomineerde(n)              | Uitslag     |
| ---- | --------------------- | ---------------------------- | ---------------------------- | ----------- |
| 2024 | Critics Choice Awards | Beste niet-Engelstalige film | Beste niet-Engelstalige film | Genomineerd |